# ウェリントン・マーラ

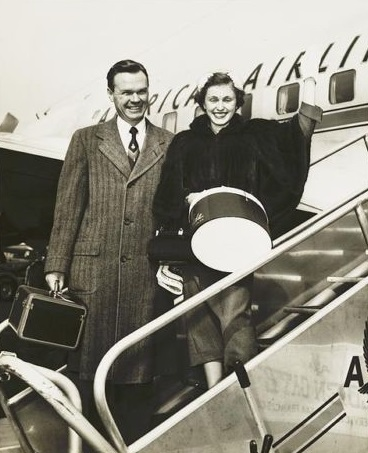

ウェリントン・マーラ（Wellington Mara 1916年8月14日 - 2005年10月25日）は、NFLのニューヨーク・ジャイアンツのオーナー。1959年から死去するまで共同オーナーを務めた。ニックネームは"Duke"（公爵）。

## 経歴
ニューヨーク州ロチェスターに生まれた。父親のティム・マーラが1925年にニューヨーク・ジャイアンツを設立した頃には、ボールボーイを務めた。フォーダム大学を卒業後、ジャイアンツのフロントに入った。
1943年から1946年までは、アメリカ海軍に所属し、大西洋、太平洋の洋上で勤務、最終階級は少佐であった。
1960年代前半に、彼と兄のジャック・マーラは、巨額のテレビ放映権料をニューヨークのような大都市のチームだけでなく、小都市に本拠地を置くチームにも分配することに合意した。
ジャイアンツがメドウランズの奇跡で敗れた1978年までは、それまで長年に渡り、自らチームの意思決定を行ってきたが、1979年、ロゼールの助言を受けて、ゼネラルマネージャーにジョージ・ヤングを起用した。
1996年のオーナー会議で、ヒューストン・オイラーズがテネシー州へ移転することに対して反対した。
1997年にプロフットボール殿堂入りを果たした。
1999年にローレンス・テイラーが殿堂入りを果たした際には、最も影響を受けた3人として、ビル・パーセルズ、ジョージ・ヤングと並んで彼の名前が読み上げられた。テイラーが薬物中毒から立ち直った陰にはマーラの影響があった。

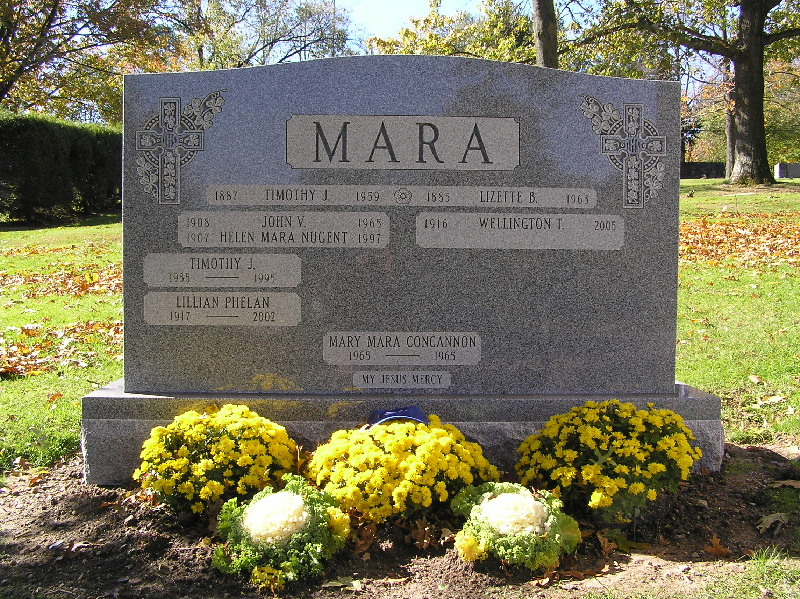
彼の墓

2005年10月25日、がんのため89歳で亡くなった。彼が亡くなった後の最初の試合でジャイアンツは、NFC東地区のライバル、ワシントン・レッドスキンズに36-0で勝利した。
マーラがオーナーを務めた間、チームは地区優勝13回、NFLチャンピオンに6回（内スーパーボウル優勝2回）なった。
妻との間には11人の子どもをもうけ、42人の孫が生まれた。その中には女優のケイト・マーラ、ルーニー・マーラが含まれている。